# Epidendrum
  Epidendrum  L. (1763) es un género en el que se incluyen unas 1000  especies de orquídeas en su mayoría de hábitos epífitas, de la subtribu Laeliinae de la  familia (Orchidaceae). Se encuentran en la América tropical desde Florida, hasta el norte de Argentina. Debido a las grandes diferencias entre vegetación, tamaño de la flor y apariencia, muchas de las especies de este grupo se han separado para formar sus propios géneros tal como Barkeria, Dimerandra, Encyclia, y Oerstedella. Con la intención de organizar y clasificar las especies sobrantes del grupo, se pueden dividir en 50 subgrupos naturales. Por esto se pueden ver especies de Epidendrum clasificadas en uno de los muchos subgéneros tal como Diothonea, Epidanthus, Epidendropsis, Neolehmannia, Neowilliamsia y otros. Sin embargo todavía queda mucho trabajo por hacer para poner orden en este género.

## Descripción
Es un género de plantas que puede aguantar una gran diferencia de temperaturas de calor a temperaturas frías. Se caracteriza por unas grandes inflorescencias que llevan docenas de flores diminutas pero muy elaboradas. 
Generalmente son epífitas o litófitas, ocasionalmente de hábitos terrestres; tallos secundarios comúnmente delgados o a modo de cañas, simples a muy ramificados, foliados o algunas veces engrosados en pseudobulbos cilíndricos que llevan 1–5 hojas apicales. Hojas generalmente dísticas, a menudo coriáceas y rígidas, generalmente articuladas. Inflorescencia generalmente terminal (lateral en E. phragmites y pseudolateral en E. stamfordianum), racimo simple, algunas veces umbeliforme, hasta una panícula difusa, con 1 a muchas flores; sépalos y pétalos a menudo patentes y libres, los pétalos a menudo más angostos que los sépalos hasta filiformes; labelo con la uña adnada a toda la longitud de la columna, con una hendidura en el ápice de la columna, simple o 3-lobado, liso o generalmente con un disco variadamente engrosado, generalmente con 2 callos; columna algunas veces con alas, la antera terminal, operculada, incumbente, 2- o 4-locular, polinios raramente 2 (E. paranthicum y E. stangeanum) o 4, con en viscidio semilíquido. Cápsulas elipsoides.

## Distribución y hábitat
Las especies de este género se encuentran en la América tropical desde Florida, hasta el Norte de Argentina, son de hábitos de epífitas en su mayoría aunque también hay unas pocas especies terrestres. 

## Taxonomía
El género fue descrito por Carlos Linneo y publicado en Species Plantarum, Editio Secunda 1347. 1763.
Etimología
Epidendrum (abreviado Epi.): nombre genérico que procede de las palabras griegas:  "ept" = "sobre" y "dendron" = "árbol" refiriéndose a los hábitos de epifitas de las especies aquí incluidas.

## Especies
El número de especies en el género varía según el taxónomo a quien se atienda. La hibridación parece ser un factor importante para la diversidad del género . En un tiempo el género Epidendrum incluía las especies ahora clasificadas como el género Encyclia (alrededor de 250 especies), Osterdella ( de 40 a 70 especies, muchas en zonas aisladas y quizás extintas en la naturaleza ), Psychilus (15 spp.) y Nanodes (30 spp.), la cual incluye las especies   Epidendrum porpax y Epidendrum medusae.